# Pedicellinidae
Pedicellinidae – rodzina zwierząt bezkręgowych z typu kielichowatych.

## Morfologia i ekologia
Są to zwierzęta osiadłe, kolonijne, zamieszkujące morza. Od innych przedstawicieli typu wyróżniają się stylikiem całkowicie oddzielonym od kielicha przegrodą łącznotkankową.

## Taksonomia
Takson rangi rodzinowej wprowadzony został w 1847 roku przez George’a Johnstona. W często stosowanej klasyfikacji kielichowatych wprowadzonej w 1972 roku przez Petera Emschermanna umieszczany jest w rzędzie Coloniales, a w obrębie niego w podrzędzie Stolonata wraz z Barentsiidae. Zasadność takiej klasyfikacji potwierdzają wyniki molekularnej analizy filogenetycznej opublikowane w 2010 roku przez Judith Fuchs i innych. Autorzy powątpiewający w naturalność podziału kielichowatych na Solitaria i Coloniales rezygnują zupełnie z podziału na rzędy lub umieszczają każdą rodzinę w monotypowym rzędzie; rodzinę Pedicellinidae umieszczają w rzędzie Pedicellida lub Pedicellinida, przy czym nazwa ta pierwotnie wprowadzona została przez Caesara Boettgera w znacznie szerszym sensie, dla rzędu obejmującego wszystkie kielichowate.
Do rodziny Pedicellinidae zalicza się cztery rodzaje:
- Loxosomatoides Annandale, 1908
- Myosoma Robertson, 1900
- Pedicellina Sars, 1835
- Sangavella du Bois-Reymond-Marcus, 1957